# 씨티엔티
씨티엔티(CT&T United)는 대한민국에 위치한 배터리식 전기자동차 제조업체로서, 이존(eZone) 보통속도차량과 시존(cZone) 저속차량(LSV)을 생산한다. 씨티엔티 이존은 승객용 차량을 위한 국제 충돌 시험을 통과한, 이 유형의 유일한 차량이다.

## 모델 갤러리

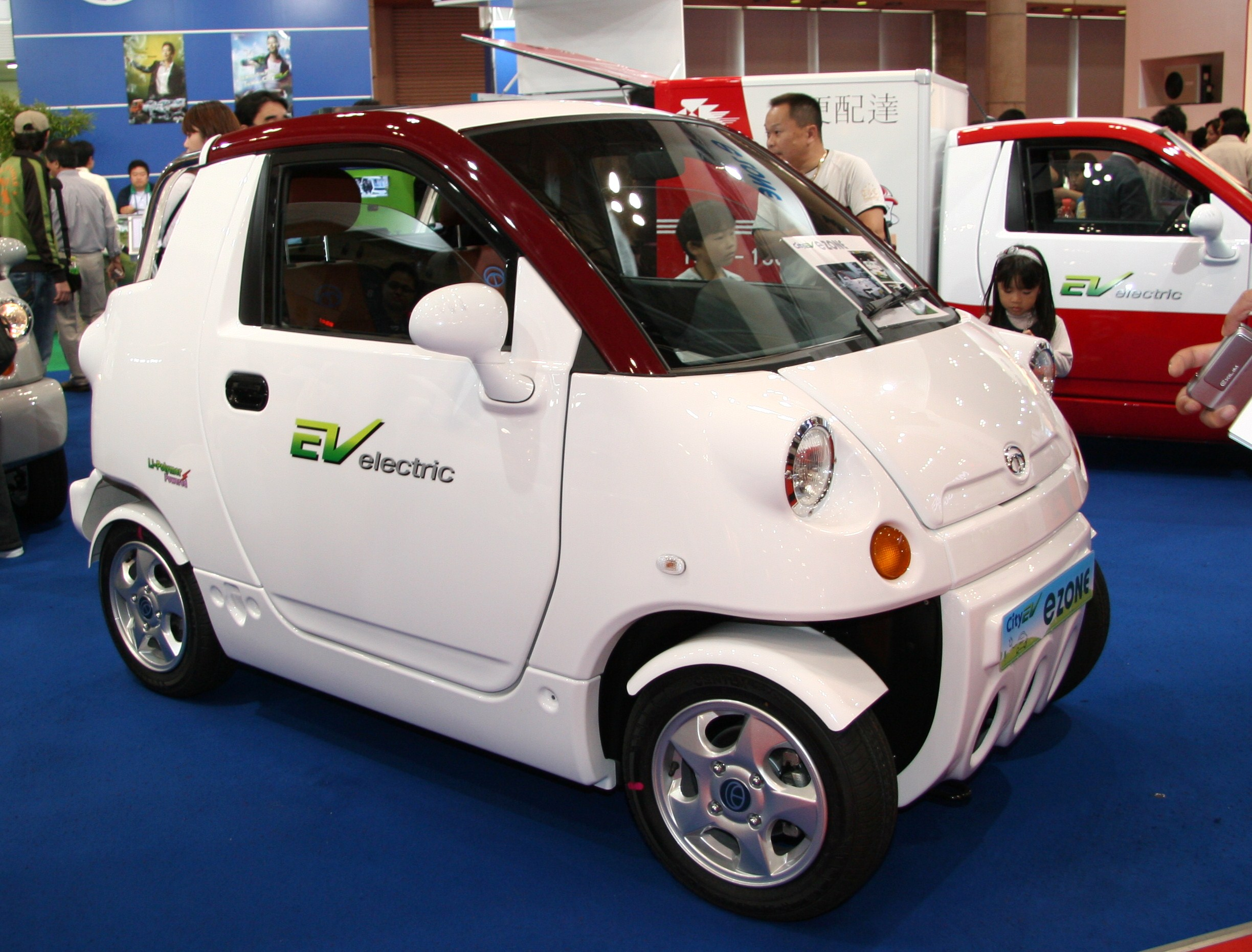
CT&T eZONE.
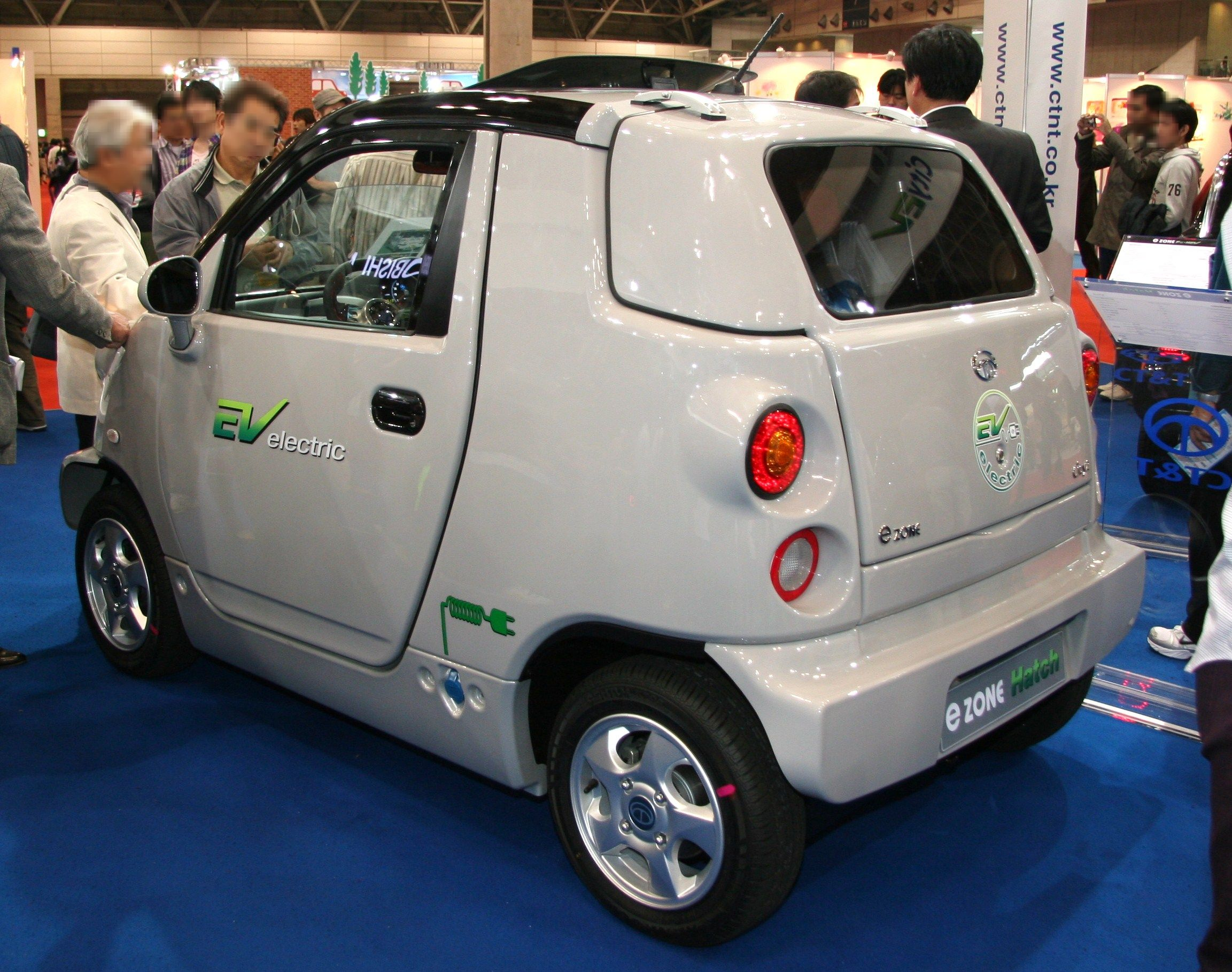
CT&T eZONE Plus.
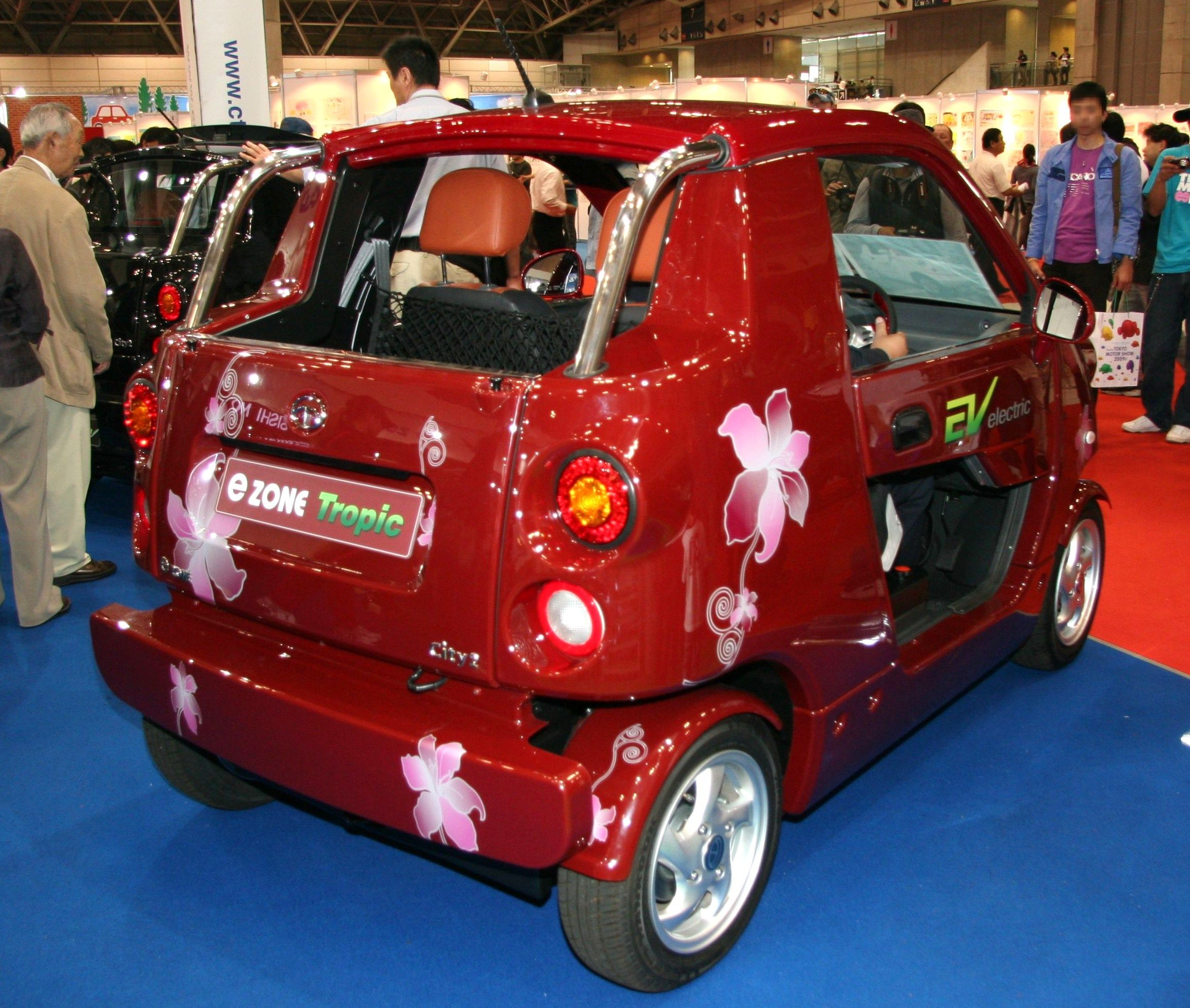
CT&T eZONE Tropic.
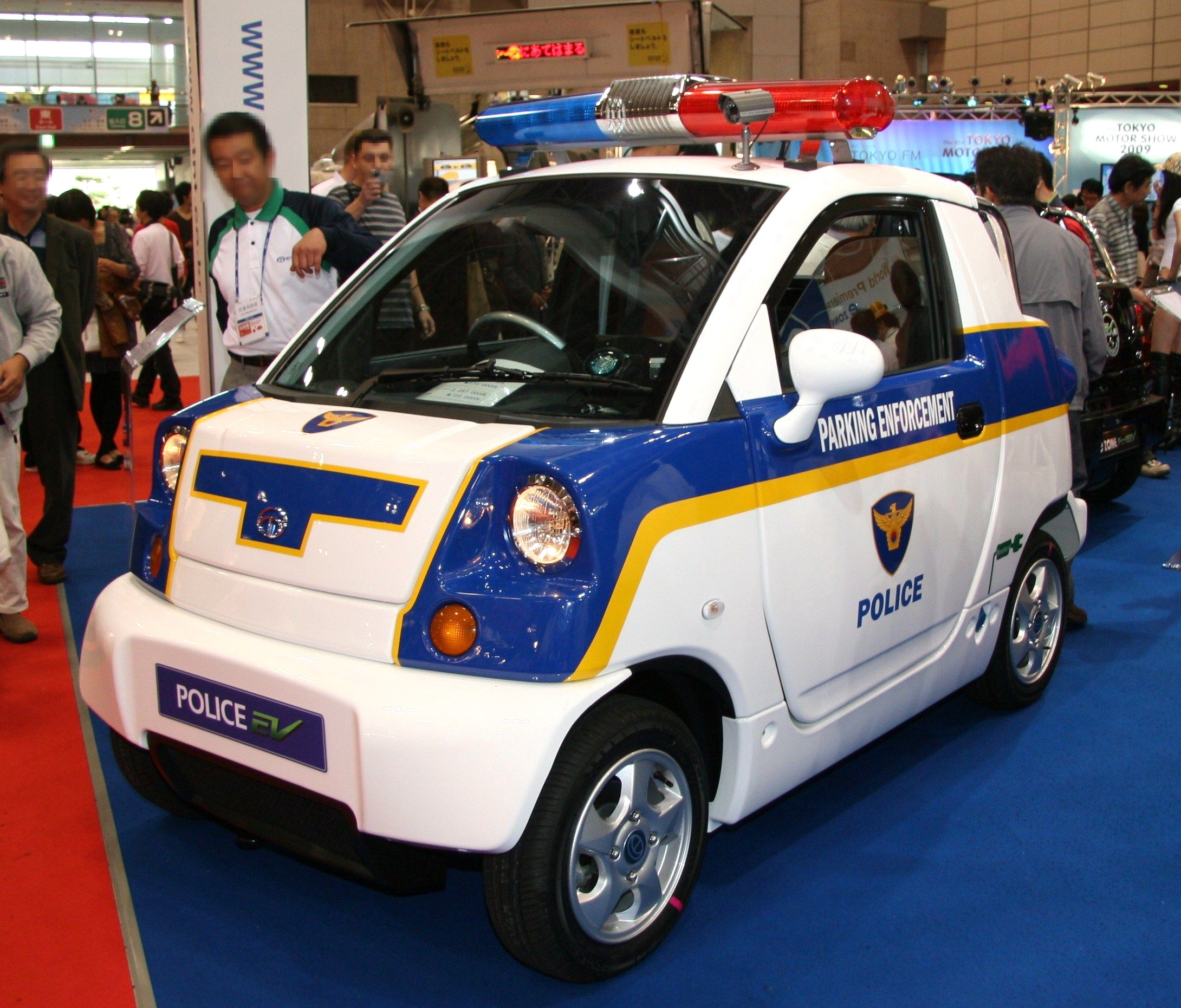
CT&T Police EV.
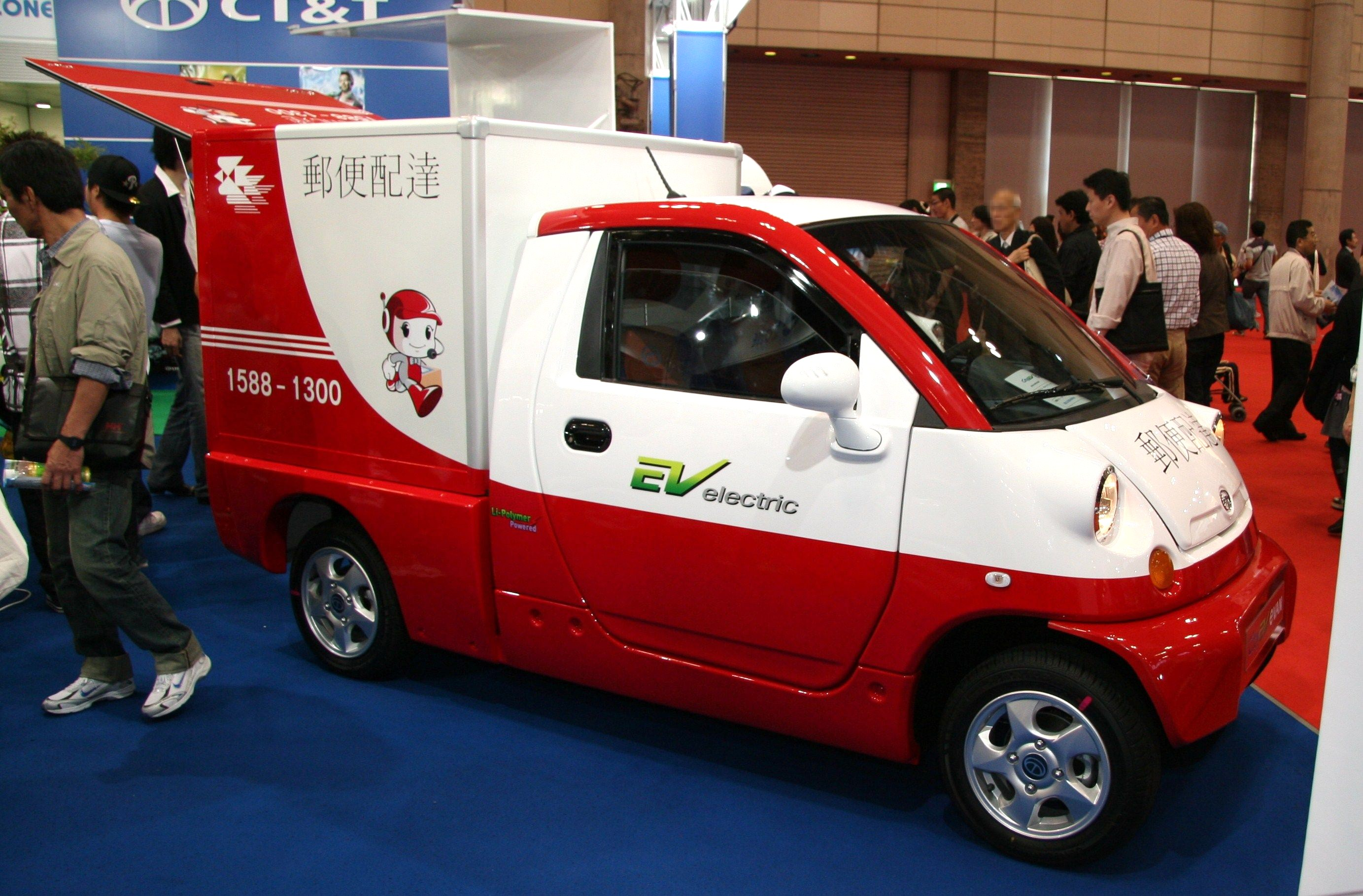
CT&T eVAN.
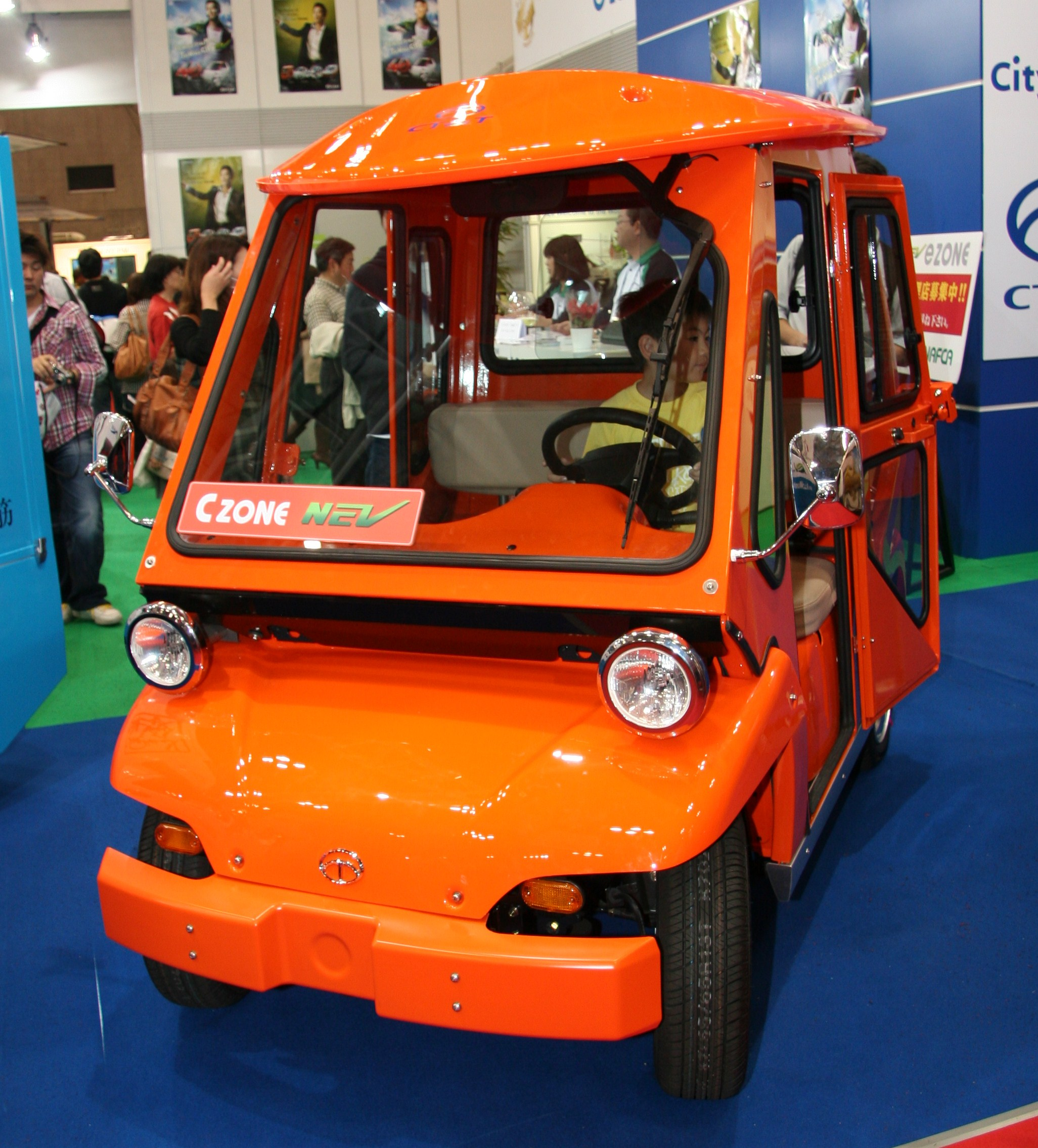
CT&T cZONE.